# Gul høsommerfugl
Gul høsommerfugl (Colias hyale) er en sommerfugl i hvidvingefamilien. Den er udbredt i Europa fra Spanien gennem Frankrig og Mellemeuropa ind i Rusland og videre mod nord til Karelen. I Danmark er arten en uregelmæssig trækgæst, der især ses i den østlige og sydlige del af landet.
- Colias hyale ♀
- Colias hyale ♀ △

## Billeder
- Gul høsommerfugl.
 Tegning fra H. Coupin, L'Amateur de papillons (1895)
- Gul høsommerfugl.
Foto: Lilly M